# Kamil Dworzecki
Kamil Dworzecki (ur. 25 lipca 1984) – polski futsalista, bramkarz, reprezentant Polski, obecnie jest zawodnikiem występującej w ekstraklasie Wisły Krakbet Kraków. 
Od 2011 roku występuje w reprezentacji Polski. Od 2010 roku jest zawodnikiem Wisły Krakbet Kraków, a wcześniej reprezentował barwy Kupczyka Kraków. W sezonie 2012/2013 z Wisłą zdobył tytuł Mistrza Polski, a dwóch poprzednich sezonach wicemistrzostwo. W 2011 r. zdobył Puchar Polski i Superpuchar Polski. W 2012 roku przedłużył kontrakt z Wisłą Kraków do 2015 roku. W sezonie 2013/2014 zdobył z Wisłą drugi Puchar Polski oraz wicemistrzostwo Polski. W 2014 roku zdobył swój drugi Superpuchar Polski.